# Metallurgical Laboratory

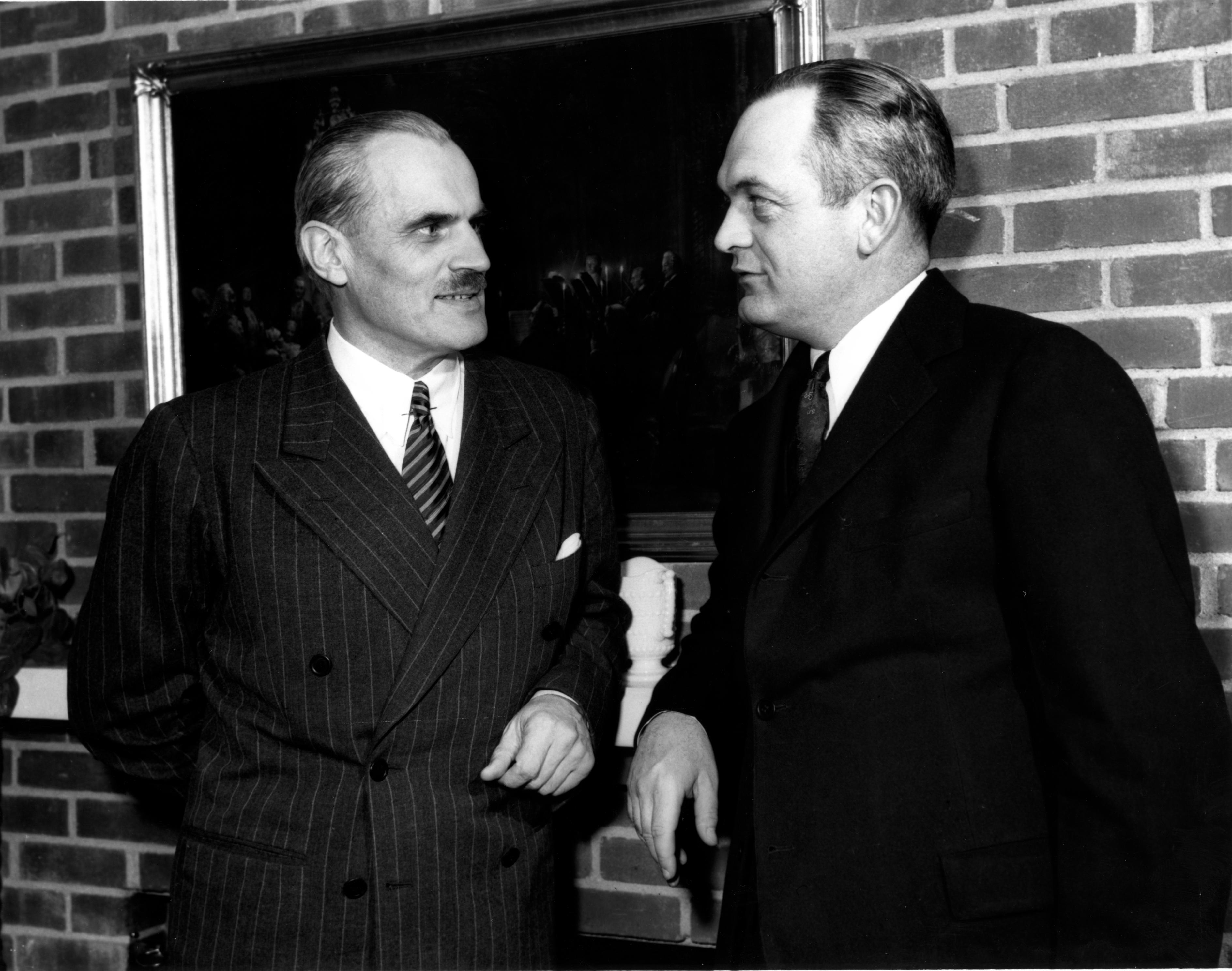
Arthur H. Compton (stânga) șeful Metallurgical Project, împreună cu Martin D. Whitaker, directorul Clinton Laboratories

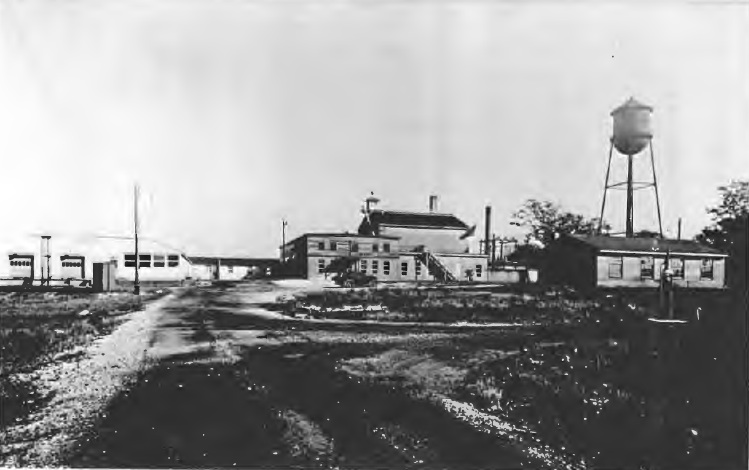
Argonne Laboratory, localizarea originală

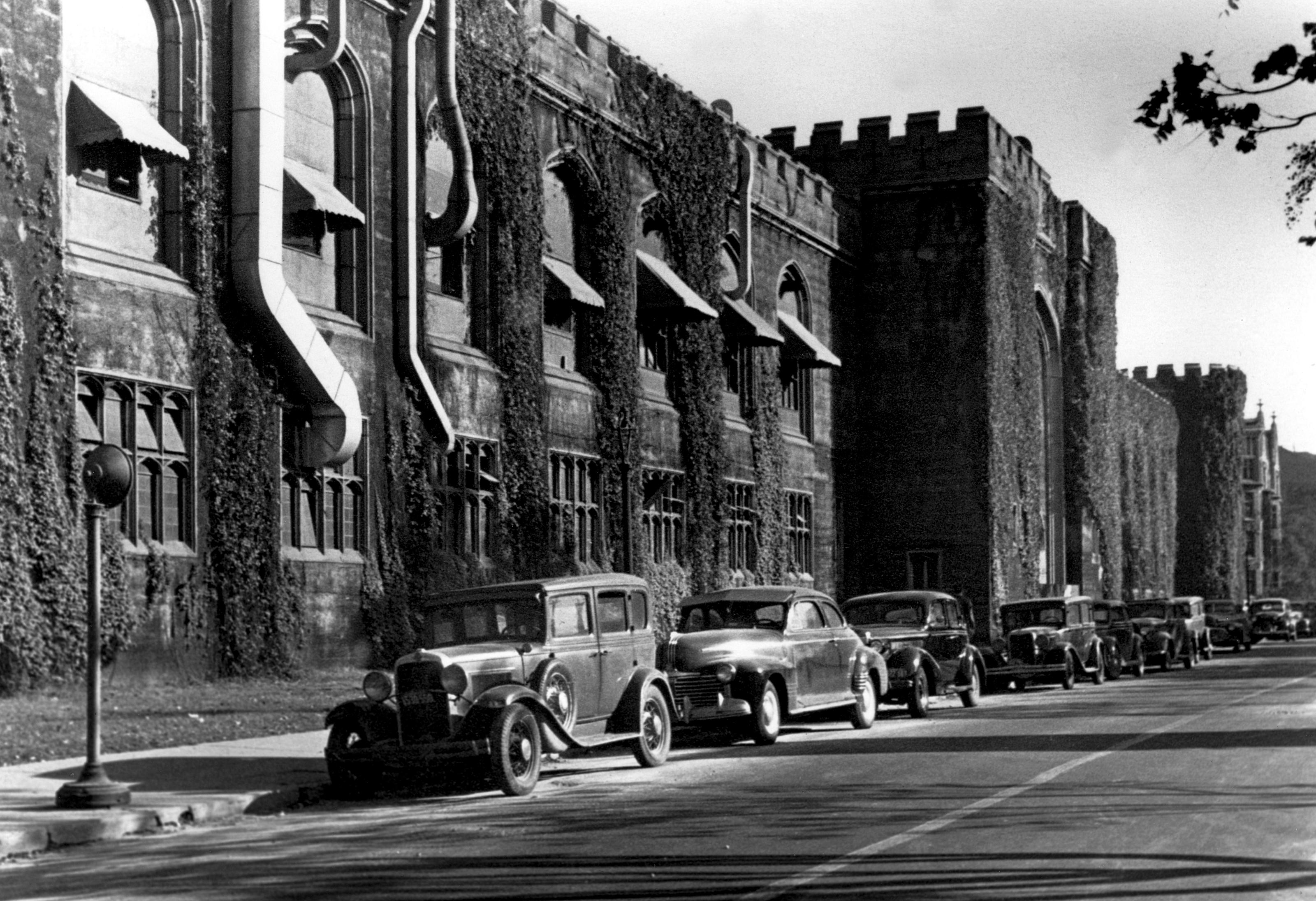
Stagg Field, Universitatea din Chicago. Stadionul a fost distrus în 1957.

Metallurgical Laboratory (sau Met Lab, în română Laboratorul metalurgic) a fost un laborator științific al Universității din Chicago, înființat în februarie 1942 cu scopul de a cerceta și utiliza plutoniul, element chimic nou descoperit. Aici a fost produs plutoniu, a fost studiată chimia și metalurgia sa, s-au proiectat primii reactori reproducători și s-au dezvoltat procese pentru a separa plutoniul de alte elemente  chimice. În august 1942, în secțiunea de chimie a laboratorului a fost separată în premieră o mostră macroscopică de plutoniu, iar la 2 decembrie 1942 Met Lab a produs prima reacție nucleară controlată în reactorul Chicago Pile-1, construit sub tribunele Stagg Field, vechiul stadion de fotbal al universității.
Metallurgical Laboratory a fost înființat ca parte a Metallurgical Project (Proiectul Metalurgic), cunoscut și ca proiectul „Pile” (pila) sau „X-10”, condus de Arthur H. Compton, laureat al Premiului Nobel Nobel. La rândul său, aceasta era parte integrantă a Proiectului Manhattan - efortul aliaților de a dezvolta arma nucleară în timpul celui de-al Doilea Război Mondial. Metallurgical Laboratory a fost condus succesiv de Richard L. Doan, Samuel K. Allison, Joyce C. Stearns și Farrington Daniels. Printre oamenii de știință care au lucrat aici se numără Enrico Fermi, James Franck, Eugene Wigner și Glenn Seaborg. La 1 iulie 1944 laboratorul avea 2.008 de angajați, maximul atins în istoria sa. 
Chicago Pile-1 a fost separat de laborator, fiind amplasat într-un loc mai îndepărtat din pădurea Argonne, unde materialele originale au fost folosite pentru a construi un reactor îmbunătățit, Chicago Pile-2. Un alt treilea reactor, Chicago Pile-3, a fost construit în Argonne la începutul anului 1944. Acesta a fost primul reactor care folosea apa grea ca moderator neutronic. A atins regimul critic în mai 1944 și a fost exploatat pentru prima oară la putere maximă în iulie 1944. Laboratorul metalurgic a proiectat, de asemenea, reactorul de grafit X-10 la lucrările Clinton Engineer din Oak Ridge, Tennessee și Reactorul B de la Hanford Engineer Works în statul Washington . 
Pe lângă activitatea de dezvoltare a reactorilor, Metallurgical Laboratory a avut contribuții importante cu privire la chimia și metalurgia plutoniului și a lucrat cu DuPont pentru a dezvolta procesul cu fosfat de bismut, utilizat pentru a separa plutonul de uraniu. Când a devenit evident faptul că reactorii nucleari implica materiale radioactive la scară gigantică, au început a exista preocupări considerabile cu privire la aspectele legate de sănătate și siguranță, iar studiul efectelor biologice ale radiației a căpătat o importanță mai mare. S-a descoperit că plutoniul, asemenea radiului, se localizează în oase, făcându-l deosebit de periculos pentru organismul uman. Metallurgical Laboratory a devenit la 1 iulie 1946 primul laborator național, Laboratorul Național Argonne. Met Lab a stat, de asemenea, la baza institutelor Enrico Fermi și a James Franck ale universității. 